# Francisco Javier de Lizana y Beaumont
Francisco Javier de Lizana y Beaumont (12 juillet 1749 à Logroño en Espagne—6 mars 1811 à Mexico) fut archevêque de Mexico et, du 19 juillet 1809 au 8 mai 1810, Vice-roi de Nouvelle-Espagne.

## Biographie

### Carrière ecclésiastique
Lizana y Beaumont étudie aux séminaires de Calatayud et Saragosse, où en 1771 reçoit son doctorat en droit canon et civil. En 1772 il enseigne à l'Université d'Alcalá de Henares. En 1795 il est évêque in partibus de Taumasia (de), et en 1801, évêque de Teruel. En 1802 il est nommé archevêque de Mexico, où il arrive en janvier 1803.
Son ministère ecclésiastique est caractérisé par une œuvre d'amélioration sociale. Il agrandit et dote l'hôpital de San Lázaro, l'Hospicio de Pobres (hospice des indigents) et la Casa de Niños Expósitos (orphelinat). À l'Université de Mexico, il crée la chaire des disciplines ecclésiastiques.

### Carrière politique
Il est de ceux qui demandèrent au Maréchal Pedro de Garibay d'assumer la position de Vice-roi après le coup d'État qui dépose José de Iturrigaray. Garibay le fait, mais quand la Junte d'Aranjuez est mise au courant de son grand-âge et sait qu'il est la marionnette de riches marchands et de l'Audiencia, ils nomment l'Archevêque Lizana y Beaumont pour le remplacer par intérim en février 1809. L'archevêque est choisi parce que la Junte sait que les catholiques ne soutiennent pas Napoléon, à la suite de l'emprisonnement du pape Pie VII en 1809. Lizana nomme son cousin, l'inquisiteur Juan Sáenz de Alfaro, pour s'occuper de ses charges ecclésiastiques, ainsi lui-même pouvait se concentrer sur ses tâches politiques. Sáenz de Alfaro n'est cependant pas un choix très populaire.
Il forme de nouvelles unités de la milice provinciale et fait venir des armes d'Angleterre. Il confisque les propriétés en Nouvelle-Espagne du Marqués de Branciforte et du Duque de Terranova, des nobles espagnols favorables au Roi Joseph I (Joseph Bonaparte). Il obtient une location de 3 millions de pesos en or pour ces propriétés. En tout, Lizana parvient à réunir 9 millions de pesos pour l'Espagne. En tant que contribution personnelle à l'effort de guerre, il n'accepte aucun salaire.
Comme Garibay, il affronte l'opposition du parti de l'indépendance. La Nouvelle-Espagne s'est transformée à la suite des événements survenus dans la mère patrie. Des tracts anonymes et des satires clandestines circulent. Des groupes politiques se forment pour chercher l'indépendance. Après le coup d'État contre Iturrigaray, ils se rendent compte qu'il ne reste pas de place pour une voie légale vers un changement politique et que seule la voie de l'action directe reste possible. Le Vice-roi informé de ces faits ne prend cependant aucune mesure contre ces groupes. Pour cette raison les partisans de l'Espagne à l'Audiencia l'accusent d'être un partisan des Créoles.
Une conspiration indépendantiste est découverte à Vallodalid (Morelia, Michoacán), avec à sa tête le Lieutenant José Mariano Michelena et le Père Vicente de Santa María. Ils sont arrêtés et Lizana ordonne qu'ils soient conduits à Mexico afin qu'il puisse s'entretenir avec eux. Les conspirateurs proposent alors au Vice-roi (comme ce fut relaté par Michelena) de former une Junte qui gouvernerait la Nouvelle-Espagne au nom du roi Ferdinand VII et prendrait toutes mesures visant à étendre le règne de cet « auguste » souverain. Lizana n'y voit rien de criminel et ordonne de les libérer, au grand dam des partisans de l'Espagne.

### Révocation
À cause de ceci et d'autres manquements ainsi qu'en raison de son âge, la régence d'Aranjuez le révoque. Elle ordonne à l'Audiencia d'assurer l'intérim jusqu'à l'arrivée du prochain Vice-roi, Francisco Javier Venegas. Lizana reprend alors son archevêché. Il est récompensé par la Croix de Carlos III. Il meurt en 1811 à Mexico.